# Смоленская икона Божией Матери
Смоле́нская ико́на Бо́жией Ма́тери (Одиги́трия Смоле́нская) — почитаемая в православии икона Богородицы (Одигитрия).
Празднование иконы совершается 28 июля (10 августа). Считается, что Смоленская икона ограждает и защищает западные пределы России.

## История

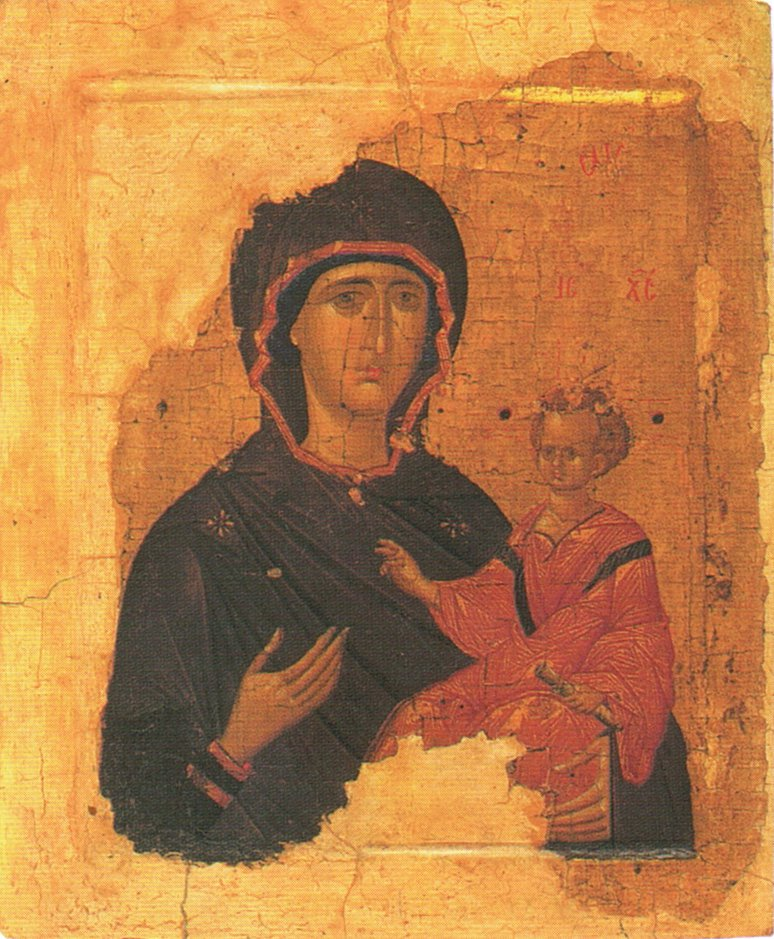
Икона Божией Матери «Одигитрия». Первая четверть XV века. Византия

Когда и кем была принесена икона в Россию из Греции — об этом вполне ясных и достоверных сведений нет. Евгений Поселянин указывал, что имелось одно сказание, в котором сообщалось, что в Россию икона попала в середине XI века (в 1046 году), когда византийский император Константин IX Мономах благословил ею в дорогу свою дочь — царевну Анну, ставшую женой князя Всеволода Ярославича. Икона стала родовой святыней русских князей, символом преемственности и династической близости Константинополя и Руси. Сын Всеволода Ярославича князь Владимир Мономах в 1095 году перенёс икону из Чернигова (своего первого удела) в Смоленск, где в 1101 году заложил храм Успения Пресвятой Богородицы, в котором икона и была поставлена; поэтому она стала именоваться Смоленской.
Церковное предание приписывает иконе помощь в спасении города в 1239 году от нашествия войск Батыя.
В XV веке икона оказалась в Москве. Евгений Поселянин приводит несколько вариантов перенесения её:

В «Русском временнике» говорится, что некто Юрга, пан Свилколдович, когда уехал от Свидригайла, литовского князя, к великому московскому князю Василию Васильевичу, дорогой разграбил Смоленск, вместе с другими вещами взял икону Одигитрии и привёз её в дар великому князю в Москву (<в 1455 году>). Другие предполагают, что эту икону дал Витовт смоленский дочери своей Софье, супруге московского великого князя Василия Дмитриевича, когда она была в Смоленске в 1398 году для свидания с отцом и получила от него много икон греческого письма. Есть ещё одно известие, что будто бы последний смоленский князь, изгнанный отсюда в 1404 году литовским Витовтом, прибыл в Москву и привёз с собой икону Одигитрии вместе с другими иконами.

Имеется также указание, что «согласно разысканиям М. М. Сухмана, проведённым по летописям… икону Смоленской Богоматери взяли в Смоленске татарские ханы и подарили московскому князю».
Икона была помещена в Благовещенском соборе Московского Кремля справа от Царских врат.
В 1456 году посольство епископа Смоленского Мисаила просило великого князя Василия Тёмного вернуть им икону. Князь по совету с митрополитом Ионой решил исполнить просьбу смоленских послов и вернуть святыню. Икону торжественно, с крестным ходом, 18 января 1456 года (по другим сведениям — 28 июля 1456 года) вынесли из Кремля и провожали до Саввина монастыря на Девичьем поле, у въезда на Старую Смоленскую дорогу, где после прощального молебна отпустили в Смоленск.
Согласно Марату Сухману, икону провожали «не до Саввинского монастыря, а до церкви Благовещения в Дорогомилове»; оба варианта приводятся Иваном Снегирёвым.
Во время Отечественной войны 1812 года Ириней (Фальковский) вывез 5—6 августа икону из Смоленска в Москву и в день Бородинского сражения её вместе с почитаемыми чудотворными иконами Иверской и Владимирской обнесли вокруг Белого города и Кремля. Перед вступлением французов в город икону вывезли в Ярославль; в 20-х числах декабря она была возвращена в Смоленск.

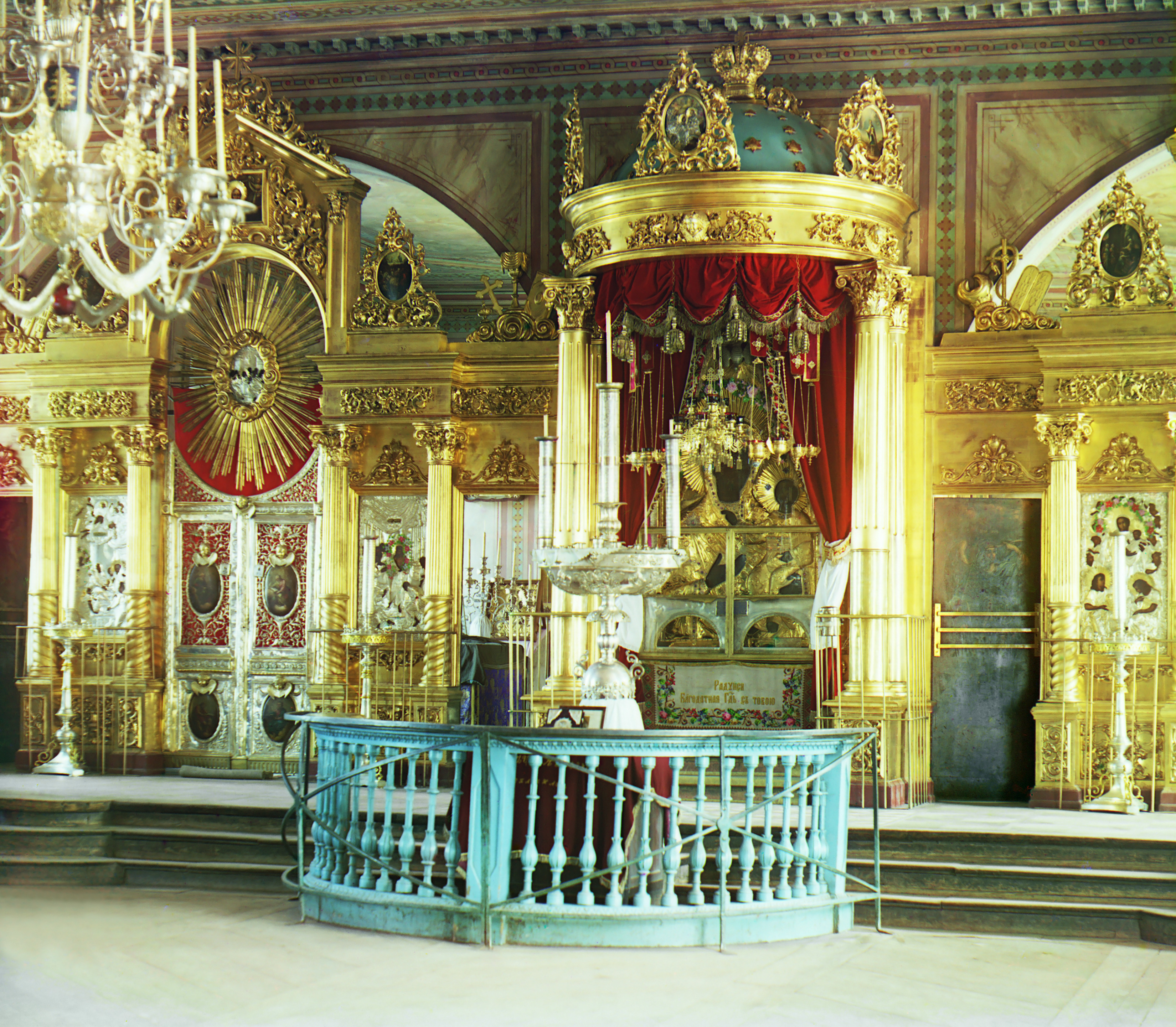
Смоленская икона в храме над Днепровскими воротами
(фото Сергея Прокудина-Горского, 1912)

Перед русскими войсками накануне Бородинского сражения пронесли список иконы из надвратной церкви Рождества Богородицы Смоленского кремля, написанный в 1602 году; возвращён он был в Смоленск 10 ноября 1812 года.
Список иконы 1456 года был вывезен игуменией монастыря Мефодией вместе с ризницей 31 августа в Вологду.
Первообраз иконы хранился в Успенском соборе Смоленска, но после оккупации города немецкими войсками в 1941 году икона не была найдена. В послевоенный период место древней иконы в Успенском соборе Смоленска занимает икона начала XVII века из храма над Днепровскими воротами Смоленского кремля.
Одним из почитаемых списков Смоленской иконы является Смоленская Бугабашская икона Божией Матери, которая хранится в одноимённом женском монастыре — Богородице-Одигитриевском женском монастыре села Бугабашево Бакалинского района Республики Башкортостан.

## Список в Новодевичьем монастыре

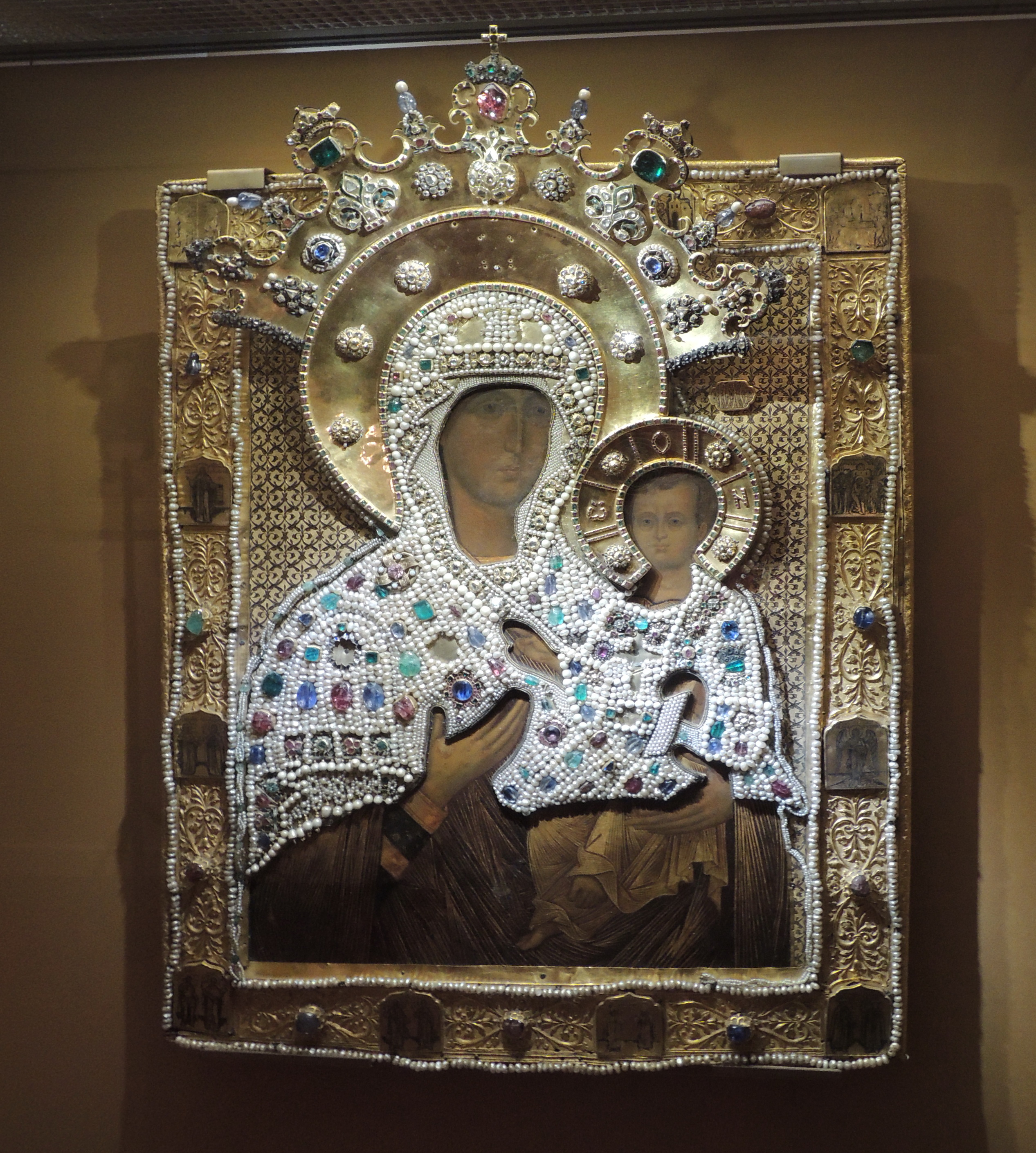
Смоленская икона Божией Матери. Москва, 1456 год

Прежде чем вернуть икону в Смоленск, с неё сняли точный список «мера в меру», который оставался в Благовещенском соборе до 1525 года, когда был перенесён 28 июля в Новодевичий монастырь, основанный годом ранее по случаю возвращения Смоленска России от Литвы; с этого момента и был установлен день празднования иконы — 28 июля (10 августа по новому стилю).
Ныне эта икона хранится в Музеях Московского Кремля. Согласно каталожному описанию, её датировка такова: «Москва, 2-я пол. 15 века (1456?), запись конца 19 — начала 20 века».
Особый интерес представляет оклад иконы (первоначальный не сохранился). Текущий оклад состоит из разновременных частей. Фон и поля с элементами ренессансной орнаментики могут быть датированы 2-й половиной XVI века. Особый интерес для их атрибуции представляют изображения на черневых дробницах, которые датируют создание более точно: это четыре композиции Богородичного цикла (тесно связанные с основной росписью Смоленского собора), а также изображения апостолов Прохора, Никанора, Тимона и Пармена, поминаемых в день празднования Смоленской иконы Богоматери. На других дробницах присутствуют патрональные святые Ивана Грозного и его сыновей Ивана и Фёдора, а также святые, соимённые семье Годуновых — Борису, его жене Марии, их детям Фёдору и Ксении, а также царице-инокине Ирине. Есть ещё изображение Феодота Анкирского, в день памяти которого Борис, по-видимому, родился. Этот состав изображений позволяет предположить, что оклад создан по заказу Бориса Годунова после его вступления на престол в 1598 году. Около 1685 года оклад был дополнен роскошными венцами, декорированными большим количеством драгоценных камней и разнообразных запон.

## Иконография
Икона относится к иконописному типу Одигитрия и, вероятно, является списком с Одигитрии Влахернской. Богородица изображена по пояс, левой рукой она поддерживает младенца Христа, держащего в левой руке свиток, а правой благословляющего. На обороте первообраза было изображено распятие с греческой надписью «Царь распят» и видом Иерусалима. При поновлении иконы в 1666 году к изображению распятия на обороте были добавлены фигуры Богородицы и Иоанна Богослова.